# Естественная магия
Естественная магия или натуральная магия —  оккультно-эзотерическая концепция, встречающаяся в трудах о магии, сочинённых европейскими гуманистами эпохи Возрождения в XV-XVI веках.  Вид магии, где маг имеет дело напрямую с силами природы, в отличие от церемониальной магии (в частности, от гоэтии и теургии), где маг имеет дело с духами.

## История
Термин встречается у немецкого гуманиста Агриппы Неттесгеймского в его сочинении «О тщете наук и искусств» (De vanitate) 1526 года. Главная тема первой части его основного труда «Тайная [оккультная] философия» (1510, изд. 1531). Тогдашнее определение естественной магии включало астрологию, алхимию и дисциплины, которые в настоящее время признаны отраслями естественных наук, такие как астрономия и химия (развившиеся, соответственно, на основе астрологии и алхимии) или ботаника (траволечение). Но ещё у Марсилио Фичино естественная магия противопоставлялась «профанной» или «извращённой» магии, связанной с вызовом злых духов и демонов, и в этом смысле может считаться синонимом белой магии как магии высшего порядка (при том, что понятие «высшей магии» в равной степени охватывает церемониальную или ритуальную магию).

## См.также
- Протонаука
- Стихии или элементы
- Элементаль
- Ртутно-серная теория